# Ủy ban Kiểm toán Trung ương Đảng Cộng sản Liên Xô
Ban Kiểm toán Trung ương Đảng Cộng sản Liên Xô (tiếng Nga: Центра́льная ревизио́нная коми́ссия КПСС) là cơ quan chịu trách nhiệm báo cáo tài chính của Đảng Cộng sản Liên Xô.

## Lịch sử
Ủy ban được thành lập năm 1919, ban đầu có tên gọi là Ủy ban Kiểm toán Trung ương Đảng. Năm 1920 được đổi tên thành Ủy ban Kiểm tra Trung ương Đảng. Năm 1921 Ủy ban Kiểm tra được tách thành Ban Kiểm toán Trung ương Đảng và Ban Kiểm tra Trung ương Đảng.
Tại Đại hội Đảng Cộng sản Nga lần thứ XIV (1925), Ban đổi tên thành Ủy ban Kiểm toán Trung ương Đảng Cộng sản Nga.
Tại Đại hội Đảng Cộng sản Nga lần thứ XIX (1952), thành Ủy ban Kiểm toán Trung ương Đảng Cộng sản Liên Xô.
Tại Đại hội Đảng Cộng sản Liên Xô lần thứ XXVIII (1990), Ủy ban Kiểm toán Trung ương Đảng và Ủy ban Kiểm tra Trung ương Đảng sáp nhập thành Ban Kiểm tra Trung ương Đảng.

## Nhiệm vụ
Ủy ban Kiểm toán Trung ương Đảng có chức năng và nhiệm vụ:
- Xác minh ngành tài chính, văn phòng và các doanh nghiệp kinh doanh trực thuộc Ban Bí thư Trung ương Đảng
- Kiểm tra công việc của Ban Bí thư Trung ương và các cơ quan khác kịp thời và chính xác việc thông qua các trường hợp

## Ủy viên
Thành viên của Ủy ban do Đại hội Đảng Cộng sản Liên Xô toàn Liên Xô bầu và chịu trách nhiệm trước Đại hội.
Ủy viên của Ủy ban không được bầu vào trong Ban Chấp hành Trung ương Đảng, trừ một số trường hợp đặc biệt do Đại hội Đảng quy định.
Ngoài ra ủy viên của Ủy ban cũng được tham gia phiên họp toàn thể (Hội nghị Trung ương) của Trung ương Đảng với quyền hạn tương tự như ủy viên dự khuyết Trung ương Đảng.

## Lãnh đạo
| Họ và tên                       | Nhiệm kỳ        | Chức vụ                                                              | Chức vụ khác                                                           | Ghi chú                |
| ------------------------------- | --------------- | -------------------------------------------------------------------- | ---------------------------------------------------------------------- | ---------------------- |
| Viktor Nogin (1878-1924)        | 3/1921-5/1924   | Chủ nhiệm Ban Kiểm toán Trung ương Đảng Cộng sản Nga (Bolsheviks)    |                                                                        | Mất khi đang tại nhiệm |
| Dmitry Kursky (1874-1932)       | 5/1924-12/1925  | Chủ nhiệm Ban Kiểm toán Trung ương Đảng Cộng sản Nga (Bolsheviks)    | Tổng công tố Văn phòng Công tố Nga Xô                                  |                        |
| Dmitry Kursky (1874-1932)       | 12/1925-12/1927 | Chủ nhiệm Ủy ban Kiểm toán Trung ương Đảng Cộng sản Nga (Bolsheviks) | Tổng công tố Văn phòng Công tố Nga Xô                                  |                        |
| Mikhail Vladimirsky (1885–1951) | 12/1927-2/1934  | Chủ nhiệm Ủy ban Kiểm toán Trung ương Đảng Cộng sản Toàn Liên bang   |                                                                        |                        |
| Mikhail Vladimirsky (1885–1951) | 2/1934-4/1951   | Chủ nhiệm Ủy ban Kiểm toán Trung ương Đảng Cộng sản Liên Xô          |                                                                        | Mất khi đang tại nhiệm |
| Pyotr Moskatov (1894–1969)      | 9/1952-2/1959   | Chủ nhiệm Ủy ban Kiểm toán Trung ương Đảng Cộng sản Liên Xô          | Chủ tịch Ủy ban về việc thiết lập lương hưu Hội đồng Bộ trưởng Liên Xô |                        |
| Aleksandr Gorkin (1897–1988)    | 2/1959-10/1961  | Chủ nhiệm Ủy ban Kiểm toán Trung ương Đảng Cộng sản Liên Xô          | Chủ tịch Tòa án Tối cao Liên Xô                                        |                        |
| Nonna Muravyova (1906–1986)     | 10/1961-3/1966  | Chủ nhiệm Ủy ban Kiểm toán Trung ương Đảng Cộng sản Liên Xô          | Chủ tịch Ủy ban về việc thiết lập lương hưu Hội đồng Bộ trưởng Liên Xô |                        |
| Gennady Sizov (1903–1991)       | 3/1966-2/1986   | Chủ nhiệm Ủy ban Kiểm toán Trung ương Đảng Cộng sản Liên Xô          |                                                                        |                        |
| Ivan Kapitonov (1915–2002)      | 3/1986-9/1988   | Chủ nhiệm Ủy ban Kiểm toán Trung ương Đảng Cộng sản Liên Xô          |                                                                        |                        |
| Alla Nizovtseva (1930–)         | 10/1988-7/1990  | Quyền Chủ nhiệm Ủy ban Kiểm toán Trung ương Đảng Cộng sản Liên Xô    |                                                                        |                        |